# ティム・ホロウェイ
- ハロウェイ

ティム・ホロウェイ（Tim Holloway、1951年2月9日 - ）は、イギリス・バッキンガムシャーアイルズベリー出身のエンジニア、レーシングカーデザイナー、自動車技術者。

## 人物

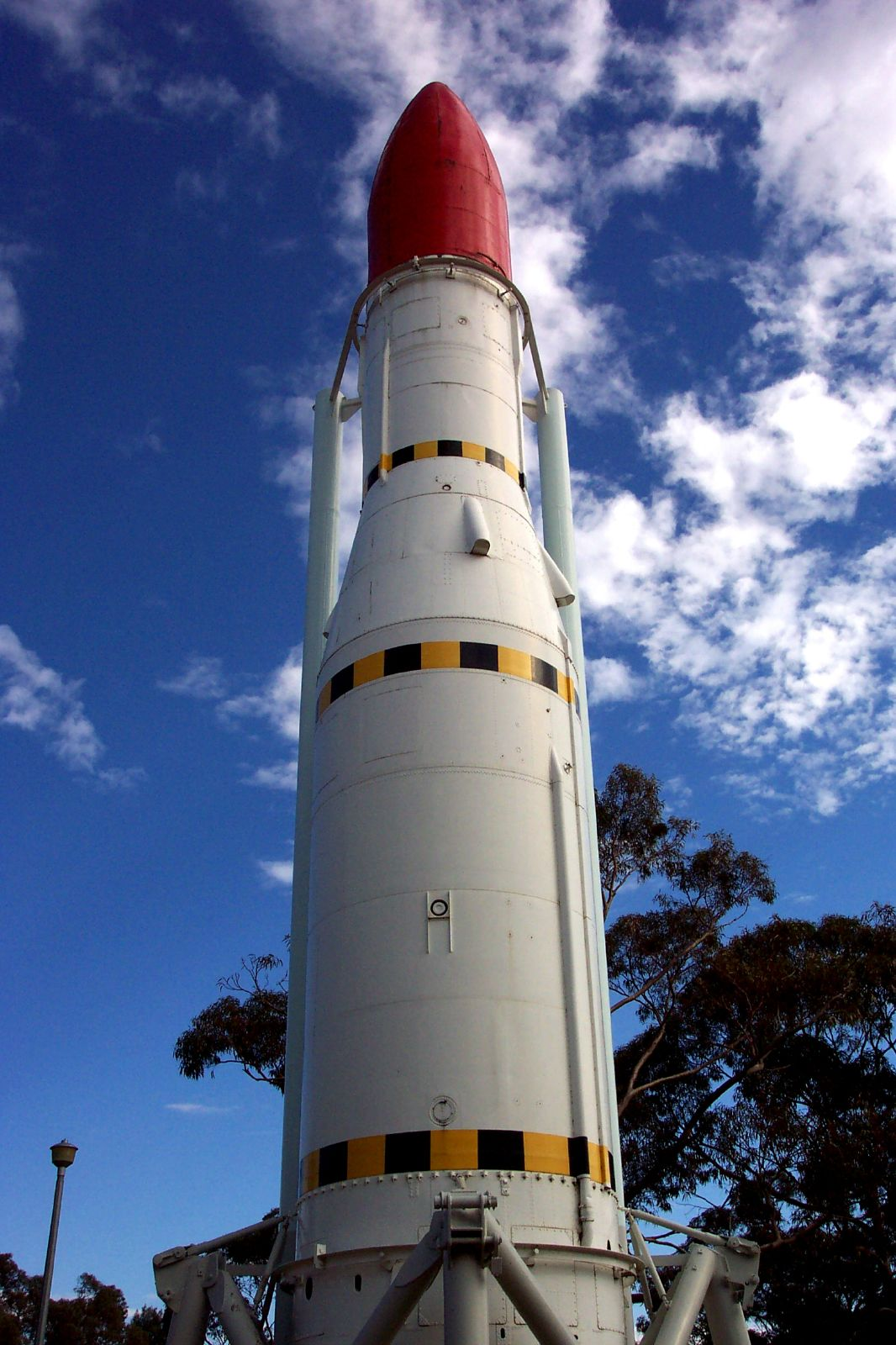
ブラックアロー

英国国防省でロケットを研究するエンジニアとして訓練を受けたホロウェイは、1975年に24歳でマーチのロビン・ハードに採用される。
有名なタレントスポッターであるハードは、サッカーへの情熱を若いエンジニアと共有した。
ホロウェイはマーチ・エンジニアリングでランクを上げていった。
彼は治具製作者としてスタートしたが、設計製図技師として製図板に移った。
これは、1980年代半ばにマーチF2ファクトリーチームでトラックエンジニアとして働くことにつながった。
1981年、一時的に在籍したデザイナーのゴードン・コパックの下でアシスタントチーフドラフトマンになった。
1987年にホロウェイはマーチF1チームの設計から製造までを統括するエンジニアリングディレクターになったが、この時にもコパックはマーチにやってきて、短期間、段取りの準備をしてくれた。
その後、ハードの企画したF1プログラムは、レイトンハウスに引き継がれた。
この日本の会社の所有するチームは、エイドリアン・ニューウェイとニック・ワースが設計したマーチ881の有望な1988年シーズンの後、 1989年には結果が出ず、1990年に旧体制が廃止された。
| \| Fomet \| Fomet \| 名前 \| 出生 \| 入社 \| 職掌 \| \| ----- \| ------------ \| -------------------------- \| ---------- \| ------------------------ \| ------------------------ \| \| 〇 \| 社長 \| ロビン・ハード \| 1939.03.23 \| 1969. \| オーナー \| \| 〇 \| \| ティム・ホロウェイ[3] \| 1951.02.09 \| 1975. \| ドラフトマン → R&D \| \| 〇 \| 専務 \| ティノ・ベリ[4][5] \| 1961.04.10 \| 1984.01 \| Aerodynamicist \| \| 〇 \| マネージャー \| レィ・マクターガート \| \| Indy Car Project Manager \| Indy Car Project Manager \| \| △ \| \| ジェイムズ・アリソン[6][3] \| 1968.02.22 \| 1993. \| Aerodynamicist \| \| △ \| \| ニック・ワース[3] \| 1966.03.26 \| 息子の友人 \| Aerodynamicist \| |              |                      |            |                          |                          |
| Fomet | Fomet        | 名前                 | 出生       | 入社                     | 職掌                     |
| 〇 | 社長         | ロビン・ハード       | 1939.03.23 | 1969.                    | オーナー                 |
| 〇 |              | ティム・ホロウェイ   | 1951.02.09 | 1975.                    | ドラフトマン → R&D       |
| 〇 | 専務         | ティノ・ベリ         | 1961.04.10 | 1984.01                  | Aerodynamicist           |
| 〇 | マネージャー | レィ・マクターガート |            | Indy Car Project Manager | Indy Car Project Manager |
| △ |              | ジェイムズ・アリソン | 1968.02.22 | 1993.                    | Aerodynamicist           |
| △ |              | ニック・ワース       | 1966.03.26 | 息子の友人               | Aerodynamicist           |

ホロウェイはMarch PLCでハードとの仕事に戻るが、その時にはそれも崩壊していた。
1990年にホロウェイ、ロビン・ハード、ティノ・ベリ、マネージャーのレィ・マクターガートで、新規に会社を設立し、レースカーの設計・製造を請け負うビジネスを始めた。
それはフォメットと呼ばれ、その目的はイタリアのガブリエーレ・ルミのフォンドメタルF1チームのためにF1カーを英国のビスターで設計・製造することだった。
最初のフォメット1シャーシは、1991年にオリビエ・グルイヤールによってドライブし、1992年にはGR01と名前を変えて序盤にも使用されたが、ルミは満足せず、フォメットとの契約は1991年末に既に廃棄されていた。 
ハードと彼の仲間たちは、フォメットの名前をVenturi UK, Larrousse UK Ltd.に変更し、GR02になるはずだった車の設計を新しいクライアント、ヴェンチュリー・ラルースのために流用した(LC92)。 
1992年、ヴェンチュリー・LC92はベルトラン・ガショーと片山右京によってドライブされ、ホロウェイによって設計された車で、ガショーはモナコGPでポイントを獲得した。
1993年と1994年に、ホロウェイはラルース・LH93、LH94のR&Dで、エリック・コマスのレースエンジニアとして働き、ジェイムズ・アリソンとともに、1995年カーのLH95の用意をした。

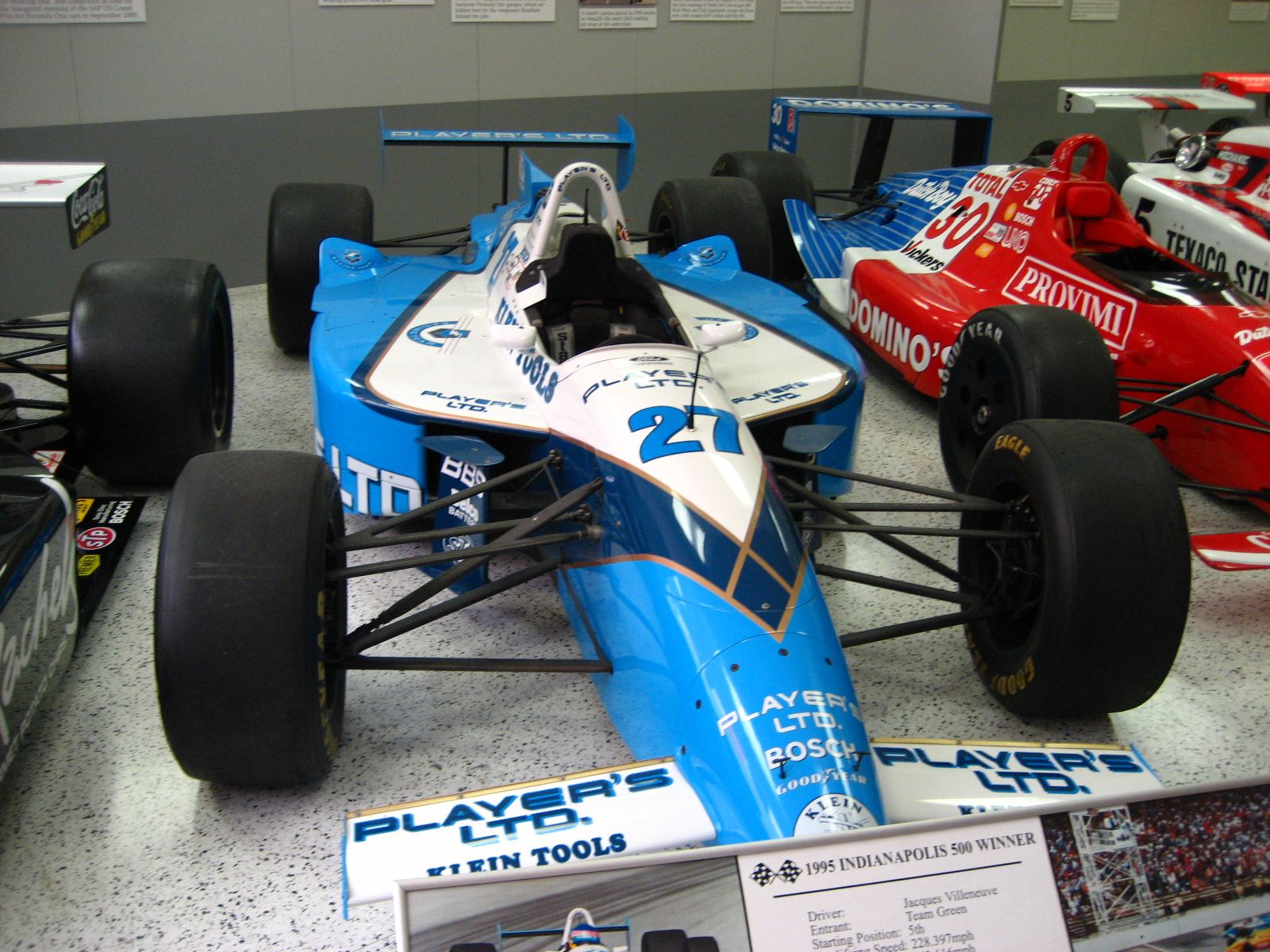
1995年のインディ500優勝マシン
マルコム・オーストラーが設計したレイナード・95i

1993年に再び名前を変更してGenTechになり、フォーサイス・レーシング・インディカー・チームを支援する独占契約に署名した。
その内容は、テオ・ファビが乗るレイナード・フォードの開発を、というが、バリー・グリーンの資金提供による「ジャック・ヴィルヌーヴが乗るレイナード・フォードの開発を」が正式な内容だった。
チームの分裂から契約はフォーサイスからグリーンへと流れて、1995年のジャック・ヴィルヌーヴのCARTでの成績として結実する。
1995年は、スタッフ一同は英国ビスターを離れて、米国のR&Dでの連戦となったために一緒に働けなくなるようなメンバーも出てきた。

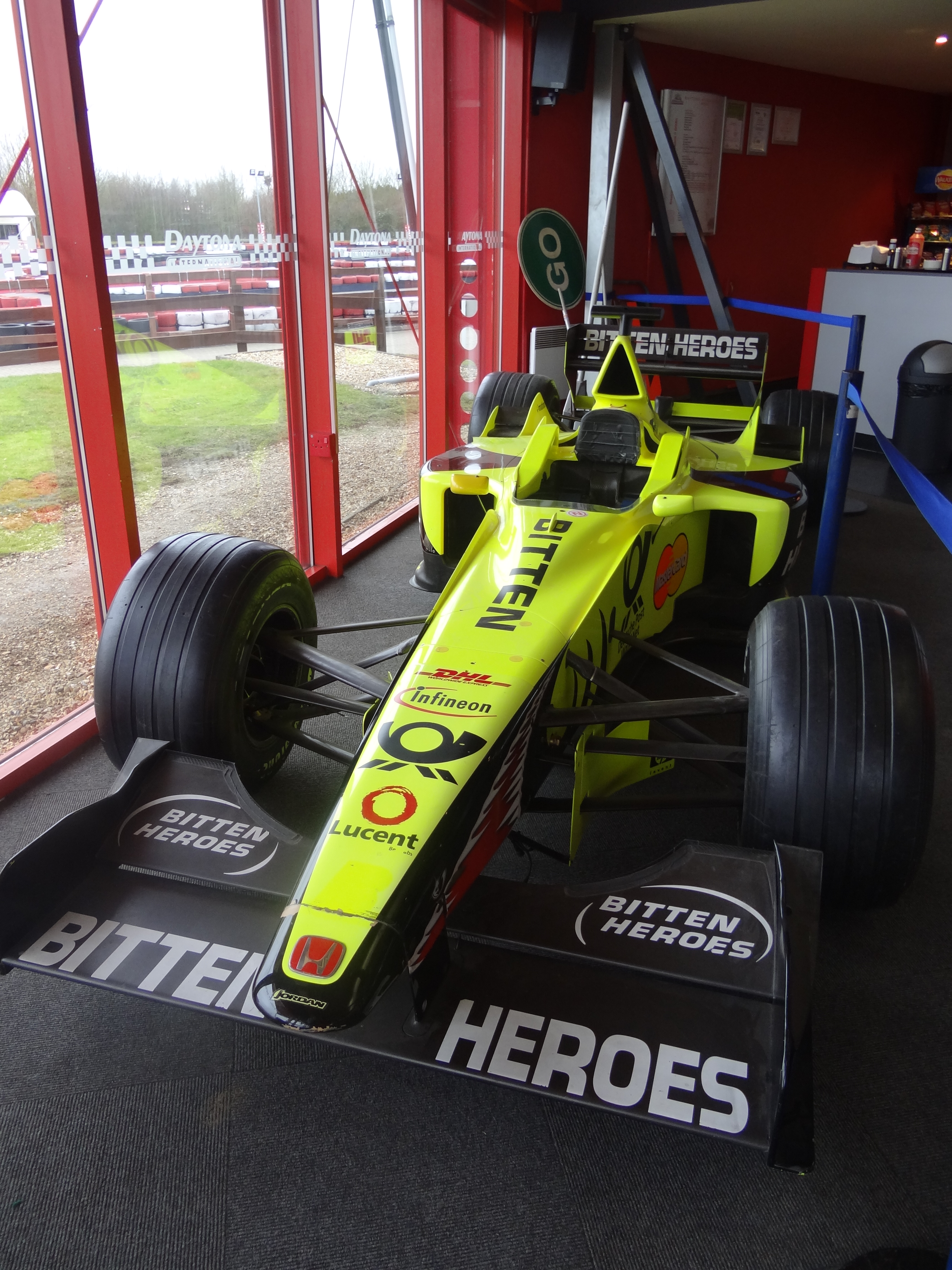
ジョーダン・EJ11・ホンダ（2001年）

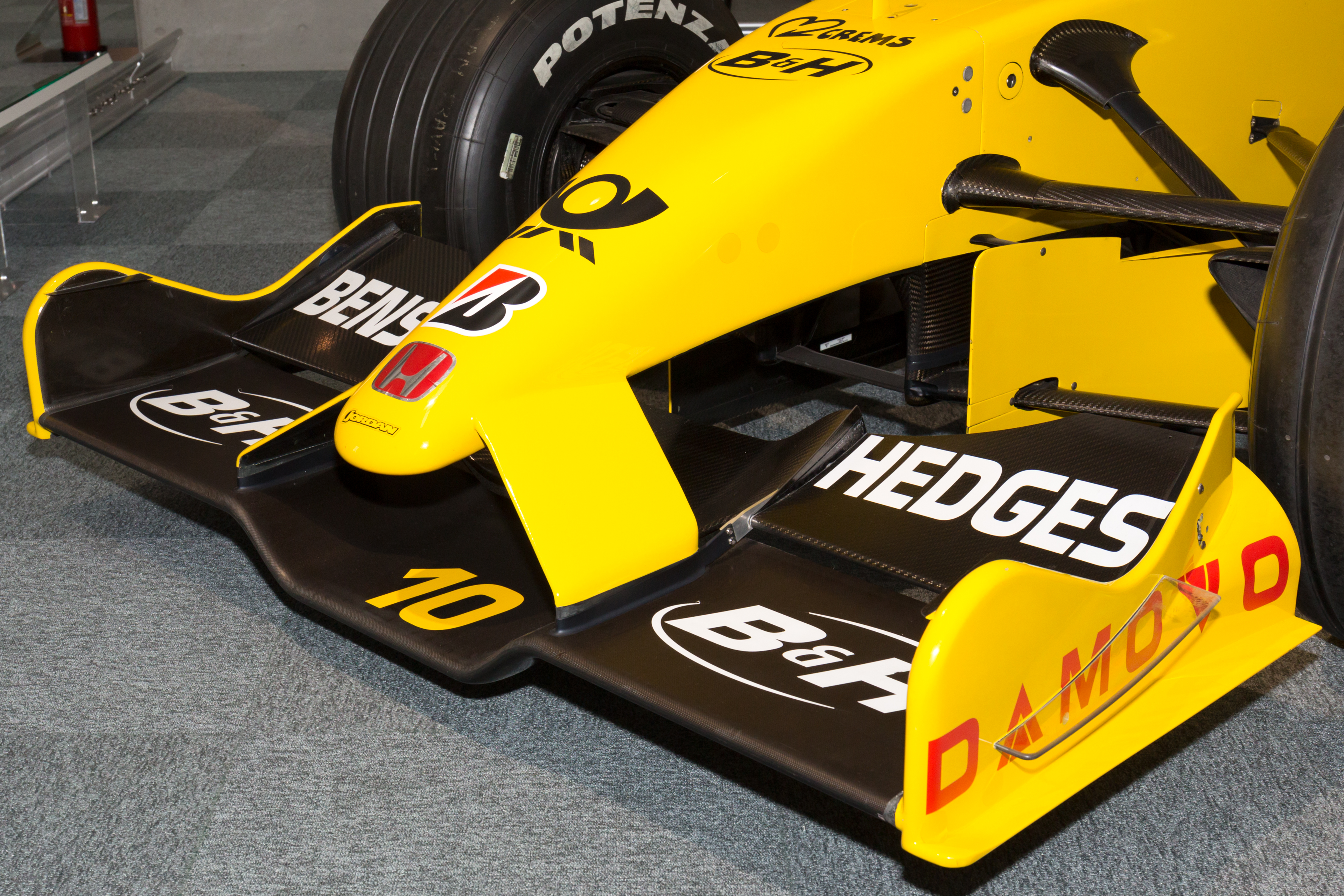
ジョーダン・EJ12・ホンダ（2002年）
ビスターで設計・製造された。

ホロウェイはF1に留まりたいと考えていたため、20年近く一緒だったハードのもとを去り、ジョーダンのゲイリー・アンダーソンのエンジニアリングチームに加わり、1995年にルーベンス・バリチェロ、1996年にはマーティン・ブランドルのレースエンジニアとして働き、R&Dを担当した。
心臓発作を起こした後も、ホロウェイはジョーダンのテストチームで数年間働き、その後エンジニアリングの責任者としてレースチームに戻った。
2000年、マイク・ガスコインがベネトンに向けて出発した後、彼はエンジニアリングディレクターとして、設計チームを率いて、イラン人の空力エンジニア・エグバル・ハミディとともにジョーダン・EJ11、EJ12の設計をして、EJ12の実走を確認すること無しに、2002年の春にチームを去った。

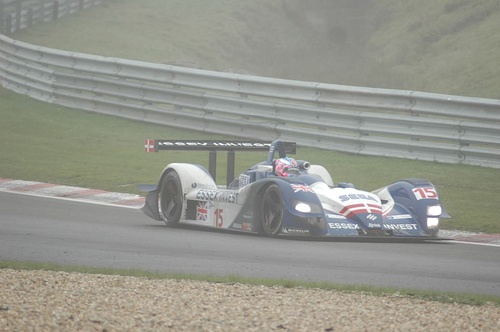
ザイテック・04S

2002年の初めにジョーダンを離れて以来、ホロウェイはF1に関与していない。
2004年、ヨーロピアンルマンシリーズでホタチームが使用したザイテックのスポーツカー「ザイテック・04S」を設計した。
同社は、2014年10月1日、ギブソン・テクノロジー（Gibson Technology）と改称。